# Jacob Neestrup
Jacob Neestrup Hansen (Copenaghen, 8 marzo 1988) è un allenatore di calcio ed ex calciatore danese, di ruolo centrocampista, tecnico del Copenaghen.

## Carriera

### Giocatore

#### Club
Ha giocato nella prima divisione danese ed in quella islandese.

#### Nazionale
Ha giocato nella nazionale danese Under-20.

### Allenatore
Il 20 giugno 2019, dopo aver lavorato per sei stagioni con il Copenaghen, diventa il nuovo allenatore del Viborg; il 22 dicembre 2020 fa ritorno nel club della capitale danese, come vice di Jess Thorup, lasciando i Verdi al primo posto della 1. Division.
Il 20 settembre 2022 sostituisce Thorup sulla panchina dei Leoni, firmando fino al 2026.

## Statistiche

### Statistiche da allenatore
Statistiche aggiornate al 1º maggio 2024.
| Stagione          | Squadra           | Campionato        | Campionato | Campionato | Campionato | Campionato | Coppe nazionali | Coppe nazionali | Coppe nazionali | Coppe nazionali | Coppe nazionali | Coppe continentali | Coppe continentali | Coppe continentali | Coppe continentali | Coppe continentali | Altre coppe | Altre coppe | Altre coppe | Altre coppe | Altre coppe | Totale | Totale | Totale | Totale | % Vittorie | Piazzamento |
| Stagione          | Squadra           | Comp              | G          | V          | N          | P          | Comp            | G               | V               | N               | P               | Comp               | G                  | V                  | N                  | P                  | Comp        | G           | V           | N           | P           | G      | V      | N      | P      | %          | Piazzamento |
| ----------------- | ----------------- | ----------------- | ---------- | ---------- | ---------- | ---------- | --------------- | --------------- | --------------- | --------------- | --------------- | ------------------ | ------------------ | ------------------ | ------------------ | ------------------ | ----------- | ----------- | ----------- | ----------- | ----------- | ------ | ------ | ------ | ------ | ---------- | ----------- |
| 2019-2020         | Viborg            | 1D                | 33         | 17         | 8          | 8          | CD              | 3               | 2               | 0               | 1               | -                  | -                  | -                  | -                  | -                  | -           | -           | -           | -           | -           | 36     | 19     | 8      | 9      | 52,78      | 2º          |
| set.-dic. 2020    | Viborg            | 1D                | 16         | 11         | 5          | 0          | CD              | 2               | 1               | 0               | 1               | -                  | -                  | -                  | -                  | -                  | -           | -           | -           | -           | -           | 18     | 12     | 5      | 1      | 66,67      | Dimiss.     |
| Totale Viborg     | Totale Viborg     | Totale Viborg     | 49         | 28         | 13         | 8          |                 | 5               | 3               | 0               | 2               |                    | -                  | -                  | -                  | -                  |             | -           | -           | -           | -           | 54     | 31     | 13     | 10     | 57,41      |             |
| ott. 2022-2023    | Copenaghen        | SL                | 12+10      | 9+5        | 3+2        | 0+3        | CD              | 7               | 4               | 2               | 1               | UCL                | 4                  | 0                  | 2                  | 2                  | -           | -           | -           | -           | -           | 33     | 18     | 9      | 6      | 54,55      | Sub., 1º    |
| 2023-2024         | Copenaghen        | SL                | 22+10+1    | 14+4+1     | 3+2        | 5+4        | CD              | 4               | 3               | 0               | 1               | UCL                | 14                 | 5                  | 5                  | 4                  | -           | -           | -           | -           | -           | 51     | 27     | 10     | 14     | 52,94      | 3º          |
| 2024-2025         | Copenaghen        | SL                | 21+10      | 10+7       | 8+1        | 3+2        | CD              | 7               | 7               | 0               | 0               | UECL               | 16                 | 7                  | 4                  | 5                  | -           | -           | -           | -           | -           | 54     | 31     | 13     | 10     | 57,41      | 1°          |
| 2025-2026         | Copenaghen        | SL                | 5          | 4          | 0          | 1          | CD              | 0               | 0               | 0               | 0               | UCL                | 4                  | 3                  | 1                  | 0                  | -           | -           | -           | -           | -           | 9      | 7      | 1      | 1      | 77,78      |             |
| Totale Copenaghen | Totale Copenaghen | Totale Copenaghen | 91         | 54         | 19         | 18         |                 | 18              | 14              | 2               | 2               |                    | 38                 | 15                 | 12                 | 11                 |             | -           | -           | -           | -           | 147    | 83     | 33     | 31     | 56,46      |             |
| Totale carriera   | Totale carriera   | Totale carriera   | 140        | 82         | 32         | 26         |                 | 23              | 17              | 2               | 4               |                    | 38                 | 15                 | 12                 | 11                 |             | -           | -           | -           | -           | 201    | 114    | 46     | 41     | 56,72      |             |

## Palmarès

### Giocatore

#### Competizioni nazionali
- Campionato danese: 2

Copenhagen: 2006-2007, 2008-2009
- Coppa di Danimarca: 1

Copenhagen: 2008-2009

### Allenatore

#### Competizioni nazionali
- Campionato danese: 2

Copenhagen: 2022-2023, 2024-2025
- Coppa di Danimarca: 2

Copenhagen: 2022-2023, 2024-2025